# Nyctalus
Nyctalus là một chi động vật có vú trong họ Dơi muỗi, bộ Dơi. Chi này được Bowditch miêu tả năm 1825. Loài điển hình của chi này là Nyctalus verrucosus Bowditch, 1825 (= Vespertilio leisleri Kuhl, 1817).

## Hình ảnh

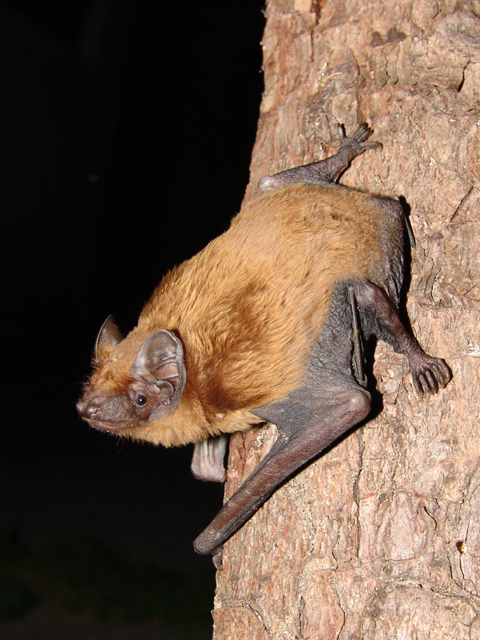
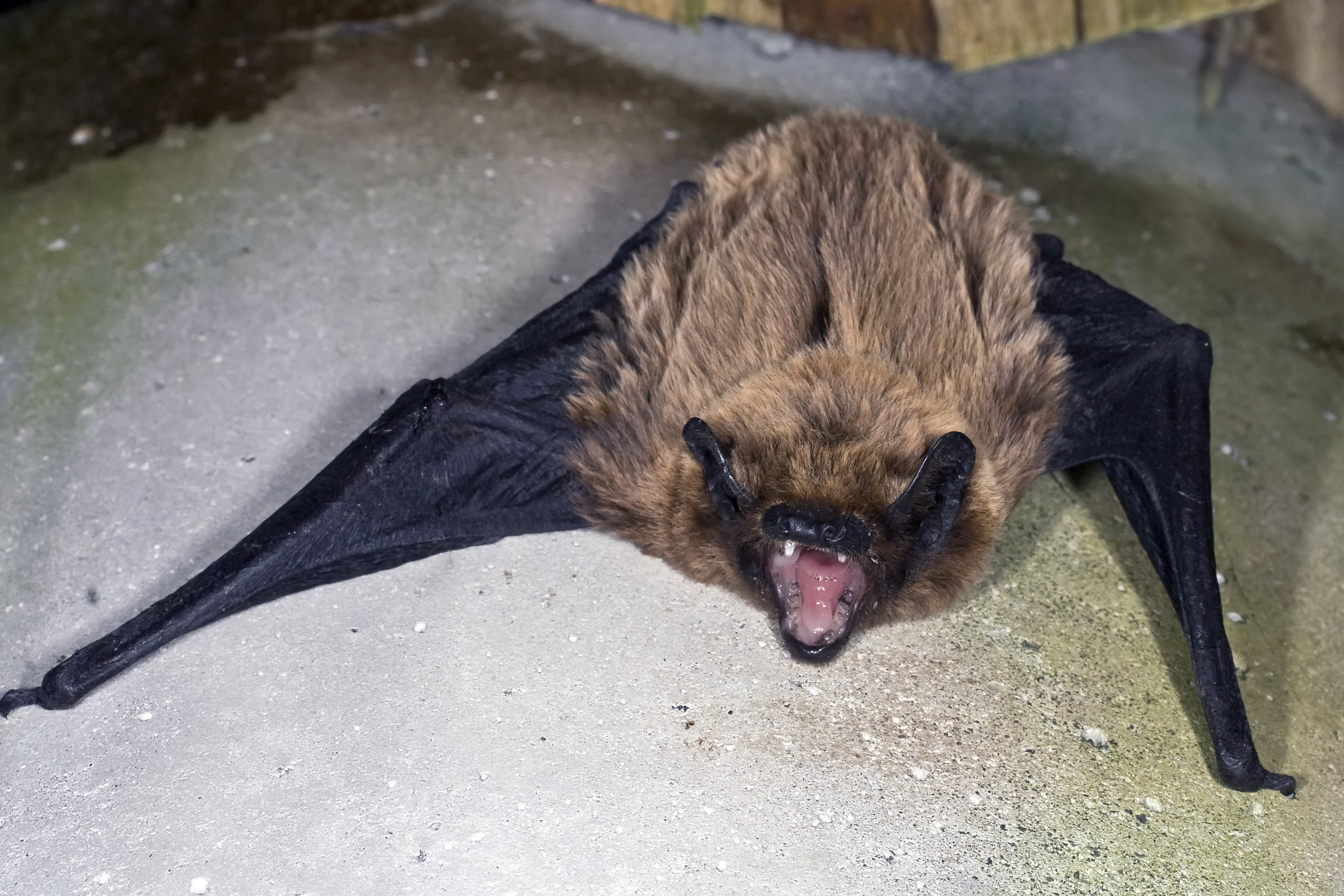

## Các loài
Chi này gồm các loài: